# 지질공원

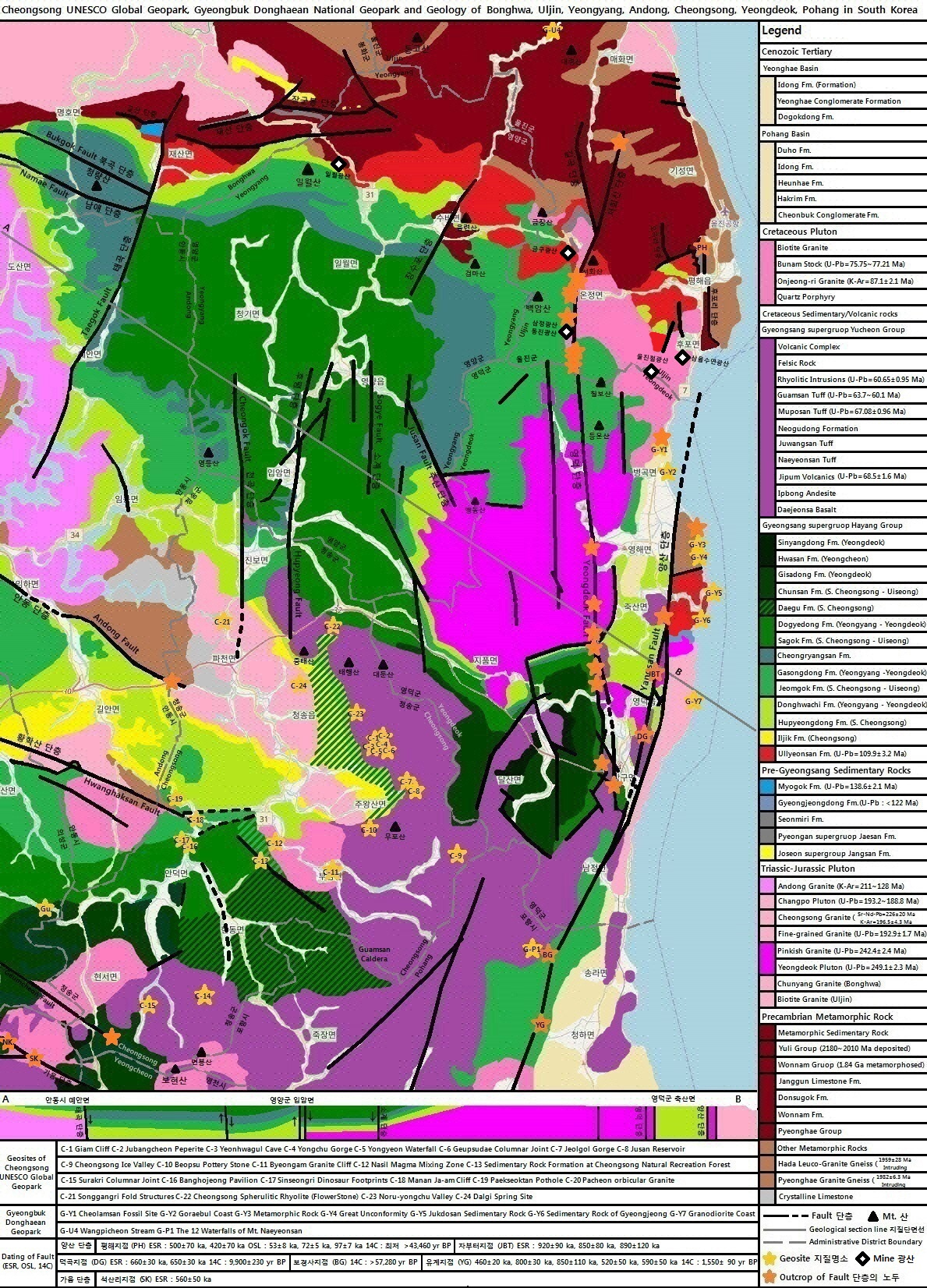
청송 유네스코 세계지질공원

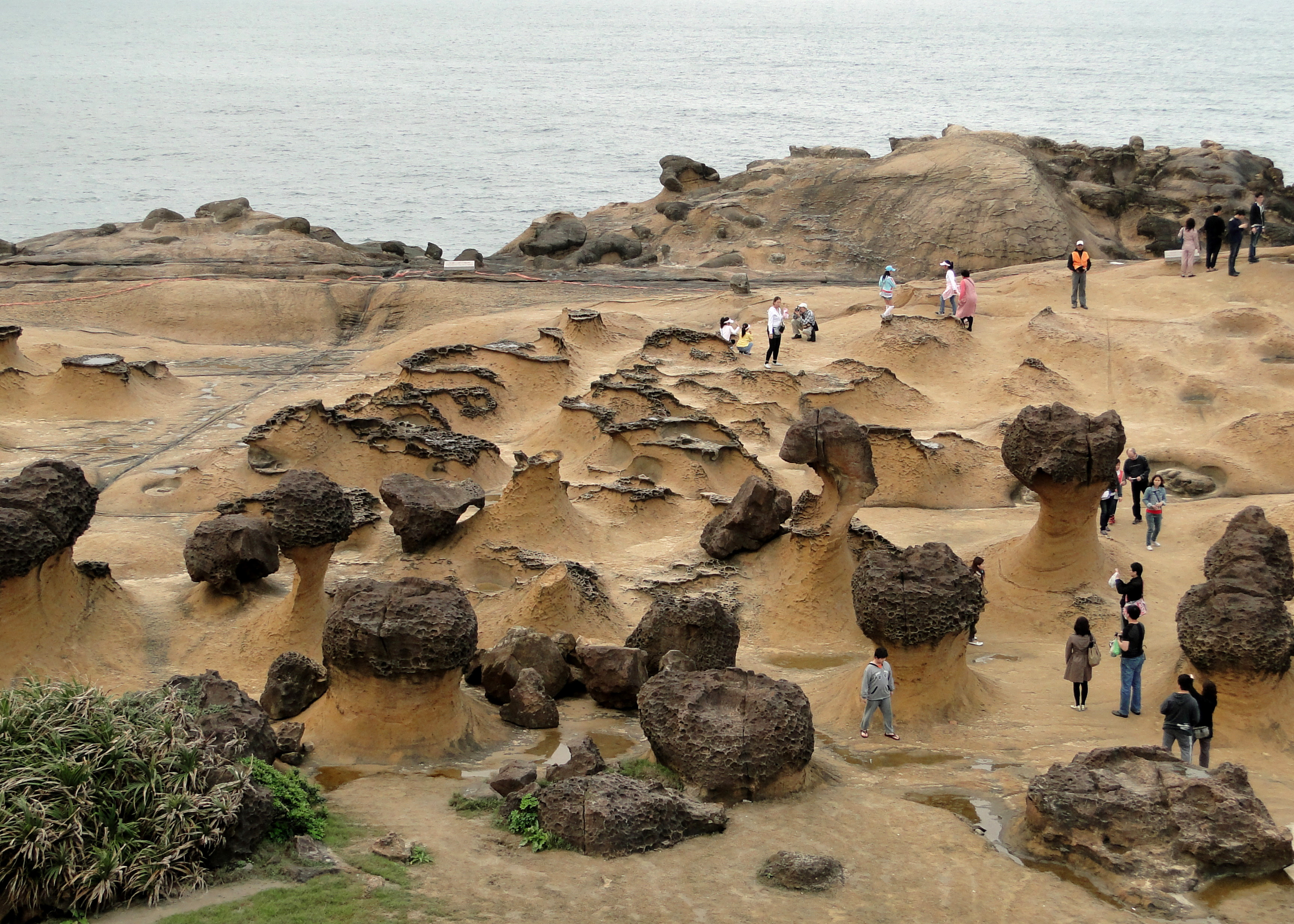

지질공원(영어: Geopark)은 지구에 살아가는 사람과 동식물의 터전이 되는 지질과 경관(지형)을 보존하고자 만든 제도로, 지질뿐만 아니라, 그곳에 살아가는 동물과 식물, 그리고 인간이 영위한 역사, 문화를 모두 포함한다.
지질공원은 이 땅을 구성하는 이러한 여러 요소(지질, 자연, 문화, 역사)를 연계하여 교육과 관광에 활용한다. 많은 사람들이 지질공원에 찾아와 배우고 체험하면, 그곳에 살아가는 사람들이 이를 통해 경제적인 혜택을 누리고 지역의 자긍심이 높아져 주민 스스로 보존에 힘쓰게 된다. 그래서 지질공원은 지역주민이 주도하거나 참여하는 상향식(bottom-up) 제도이다.

## 연혁
지질공원의 활동은 유럽에서 시작되어, 2000년에 유럽 지질공원 네트워크(EGN)가 조직되었다. 그 후, 국제 연합 교육 과학 문화기구(유네스코, UNESCO)의 지원으로 2004년에 세계지질공원 네트워크(GGN)가 발족했다. 2015년 11월 17일에 세계지질공원은 국제 연합 교육 과학 문화기구(유네스코, UNESCO)의 정식 사업으로 인정되었다. 세계지질공원은 유럽과 중국을 중심으로 각지에 분포하고 있으며, 남극과 남아시아, 서아시아, 중앙아시아, 오세아니아는 없다. 또한 아시아·태평양 지역의 지질공원과 그것을 목표지역에 따라, 2010년 아시아·태평양 지질공원 네트워크(APGN)도 조직되었다. 국내에는 2011년 자연공원법 개정으로 국가지질공원 개념을 도입했고, 2012년부터 국가지질공원 네트워크(KGN)이 조직됐다. 2023년부터 국가지질공원 네트워크(KGN) 운영 지침 개정으로, 협의체 구성과 이사회 선출이 진행됐다.

## 한국
대한민국의 지질공원으로는 청송 유네스코 세계지질공원, 제주도, 단양국가지질공원, 의성지질공원, 경북동해안 국가지질공원, 부산국가지질공원 등이 있다.